# Börzsönyliget
Börzsönyliget Kismaros belterületi településrésze, amely földrajzilag Kismaros központi része, a Külső Morgó településrész és Szokolya között, a Török-patak (más néven Morgó-patak) szűk völgyében, a Magas-Börzsöny hegyvonulatainak határán fekszik.
A helyi ingatlantulajdonosok alapította közhasznú társaság a Börzsönyligetiek Érdekképviseleti Egyesülete volt, amely azonban 2016. októberében egyhangú közgyűlési szavazással feloszlott.

## Földrajz

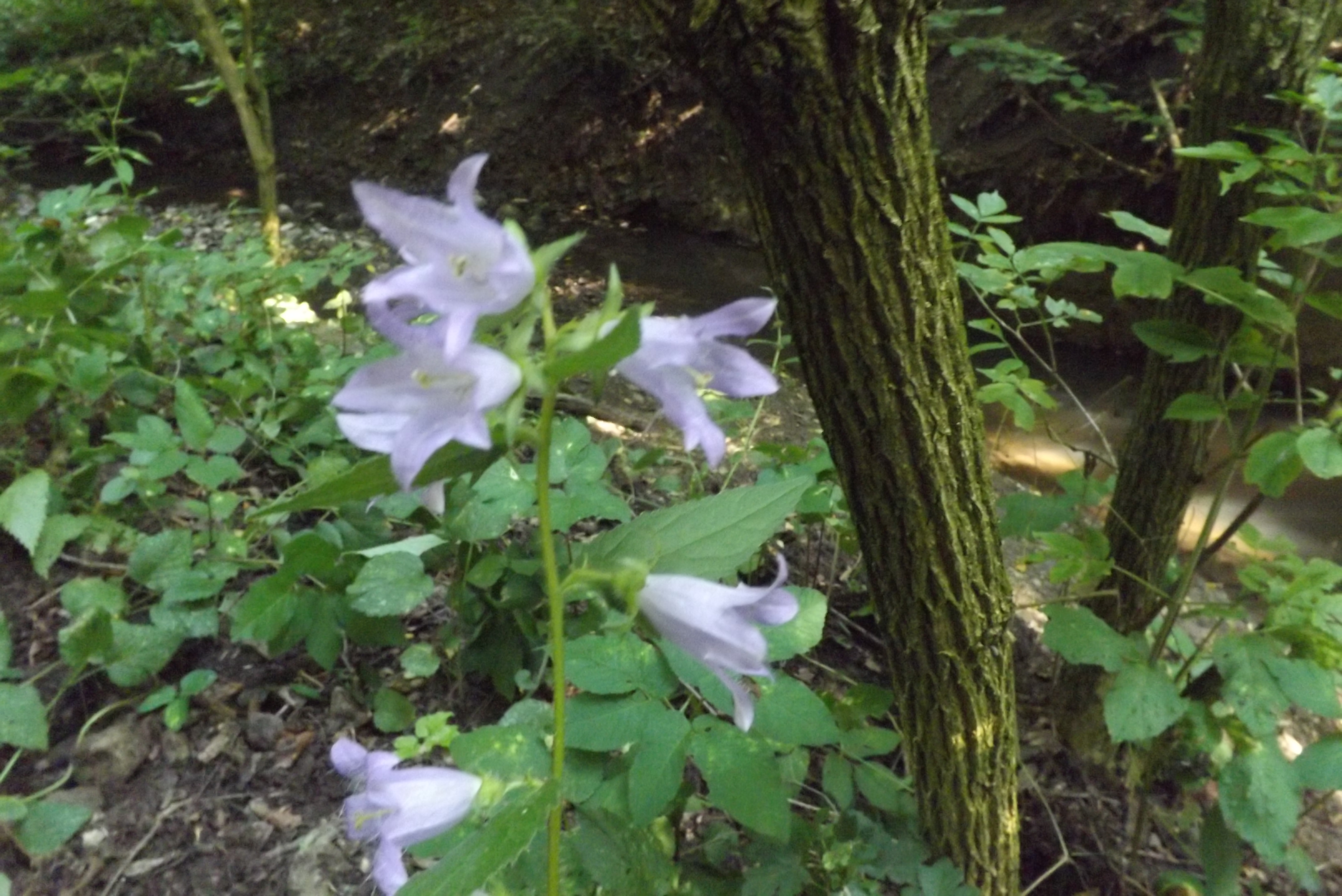
Harangvirág

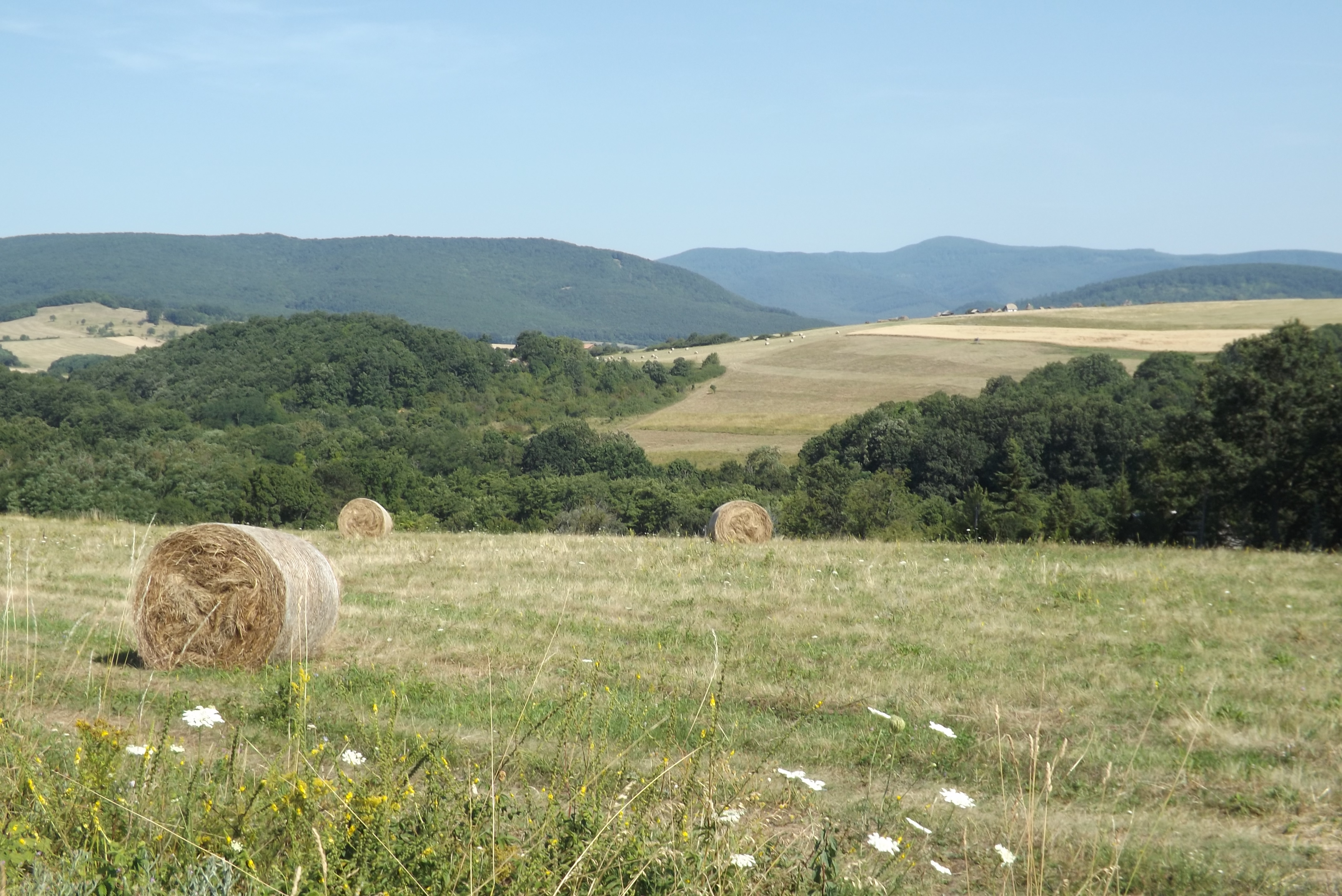
Börzsönyliget, távolban a Börzsöny vonulataival

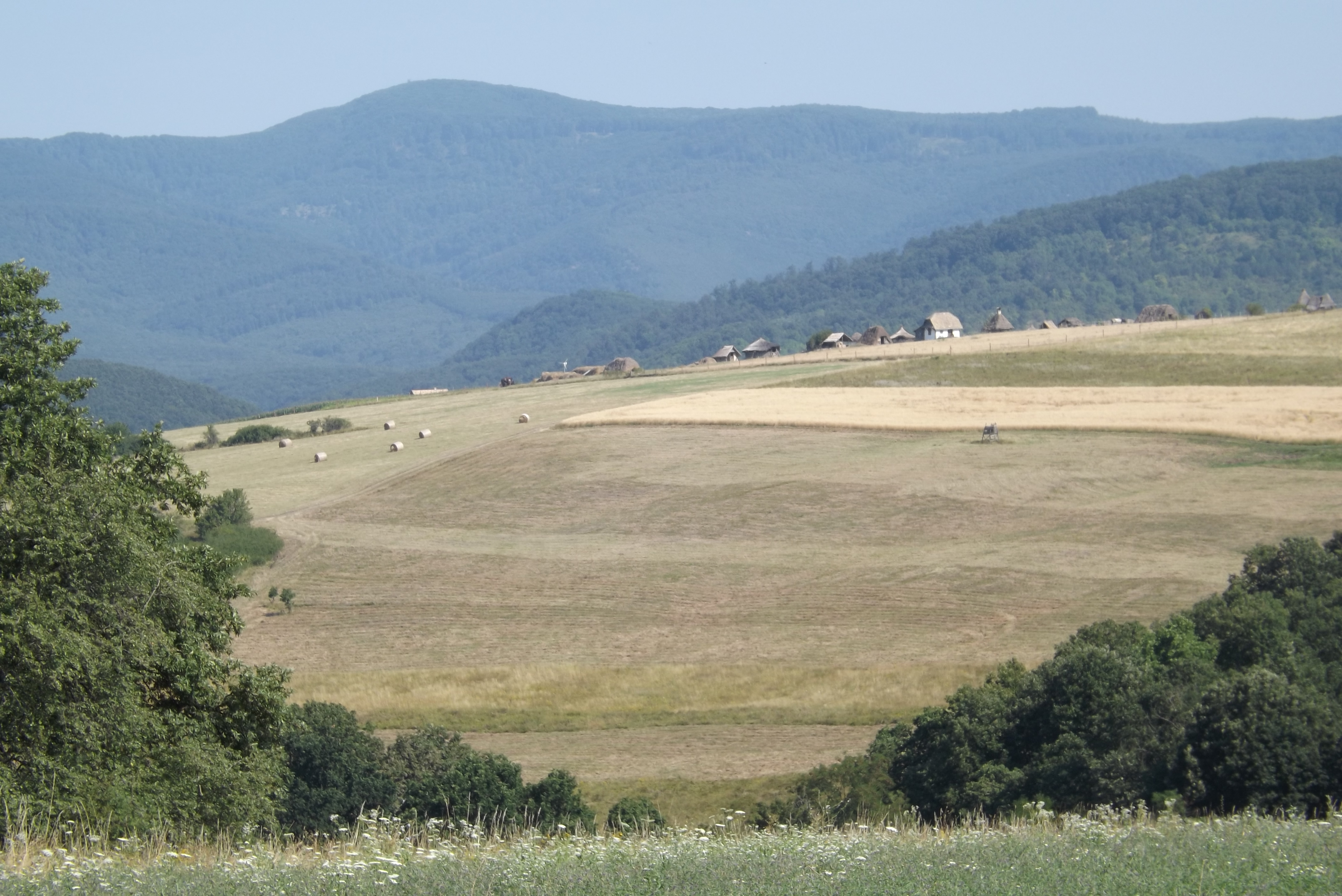
Kilátás Börzsönyligetről a Börzsöny vonulataira, előtérben a szokolyai Kacár-tanya házaival

A hosszanti völgyben az egyik oldalon meredek, a másik oldalon lankásabb hegyfalak és a köztük futó patak a környezeténél hűvösebb és nedvesebb mikroklímát alakítottak ki.

## Népesség
Üdülőtelepülés, de kis számban vannak állandó lakosai is. A 2001-es népszámlálás adatai szerint a településrész 122 lakását összesen 336 fő lakta.

## Turizmus
Börzsönyligetet két turistaút szeli keresztül: a sárga jelzésű (Kismaros-Szokolyai út-Börzsönyliget-Gálhegyi út Csömöle-völgy-Riezner-forrás-Nacsapéreg hegy völgye-Boglya kő-Kóspallag-Nagybörzsöny) és a zöld jelzésű (Kismaros-Szokolyai út-az egykori Cserkészház-vízművek-Nagy Morgó-hegy-Gál-hegy-Szárazfák-Szent Gál föld-Kismaros-Kóspallag műút-Törökmező-Zebegény).
A településrész nevezetességei:
- A Gál-hegy lábánál, a Szuttai dűlőben található az 1955 körül épült ciszterci monostor és temploma.
- A Testvér-forrás és a Riezner-forrás a Riezner utcával párhuzamosan futó patak mentén, a sárga sávjelzésű turistaútnál. A Testvér-forrás vize nem iható.
- Közelében található az 1790 körül épült nagymorgói Erdészház.
- Királyréti Erdei Vasút

## Közlekedés
Megközelíthető Kismarosról gépjárművel a 12-es főútból kiágazó 12 103-as úton, továbbá autóbusszal, illetve az áprilistól novemberig minden nap közlekedő Kismaros – Királyrét erdei kisvasúttal.

### Külső hivatkozások
- Börzsönyliget honlapja
- Környékének településtérképe
- Műholdképe
- Halmentő akció a Morgó-patakon

## Galéria

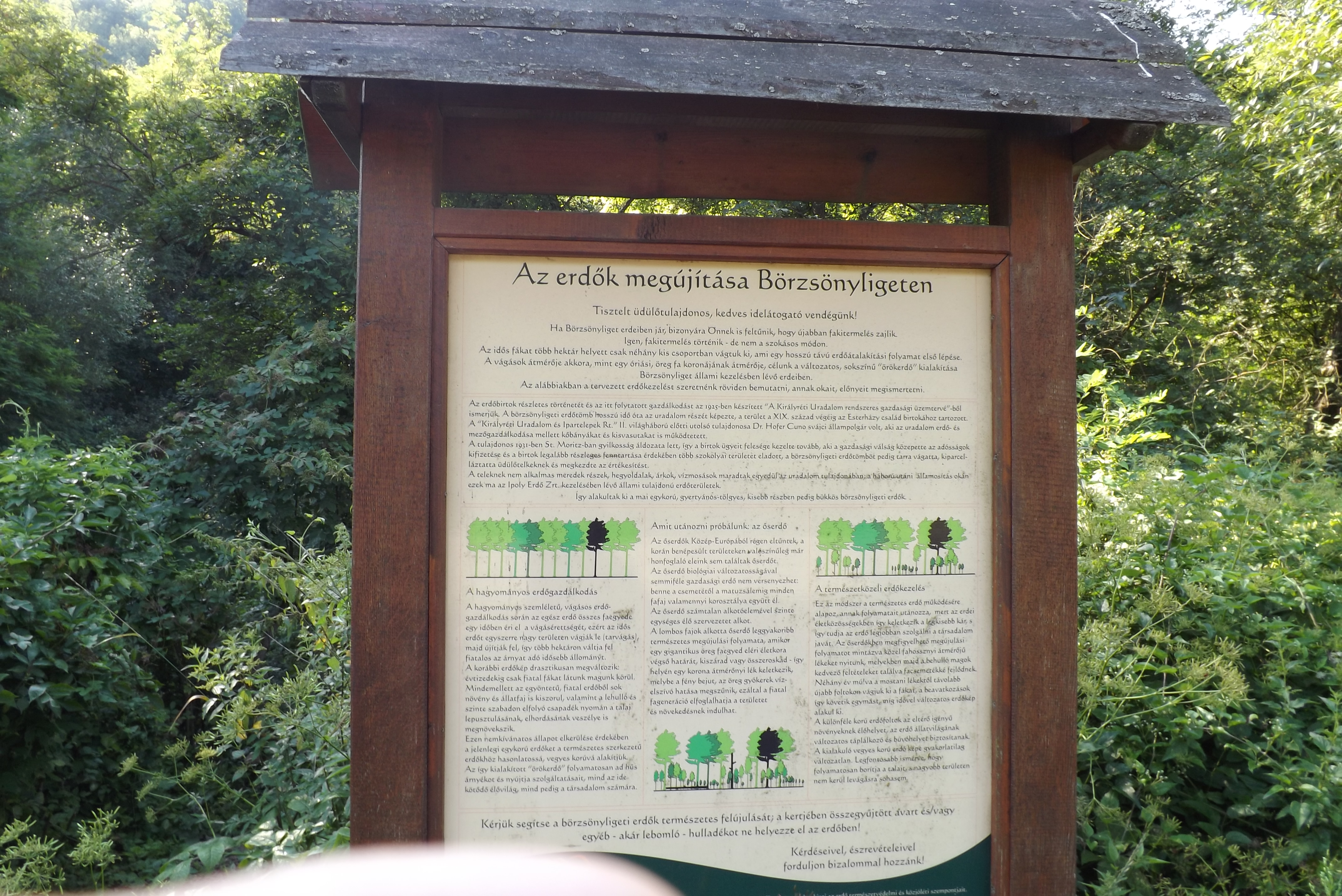
Börzsönyliget, tájékoztató tábla az erdők megújításáról
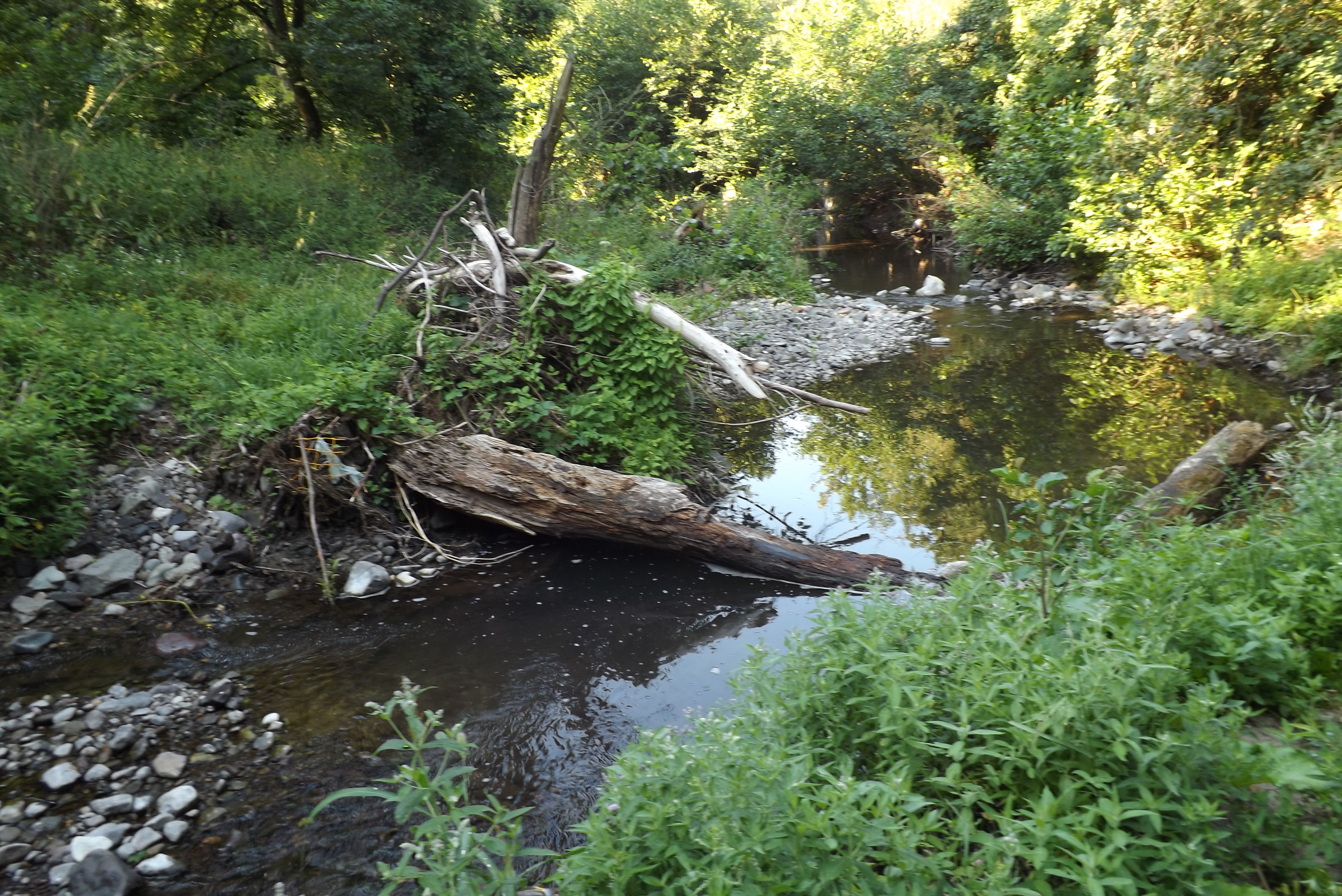
Börzsönyliget, a Morgó-patak medre
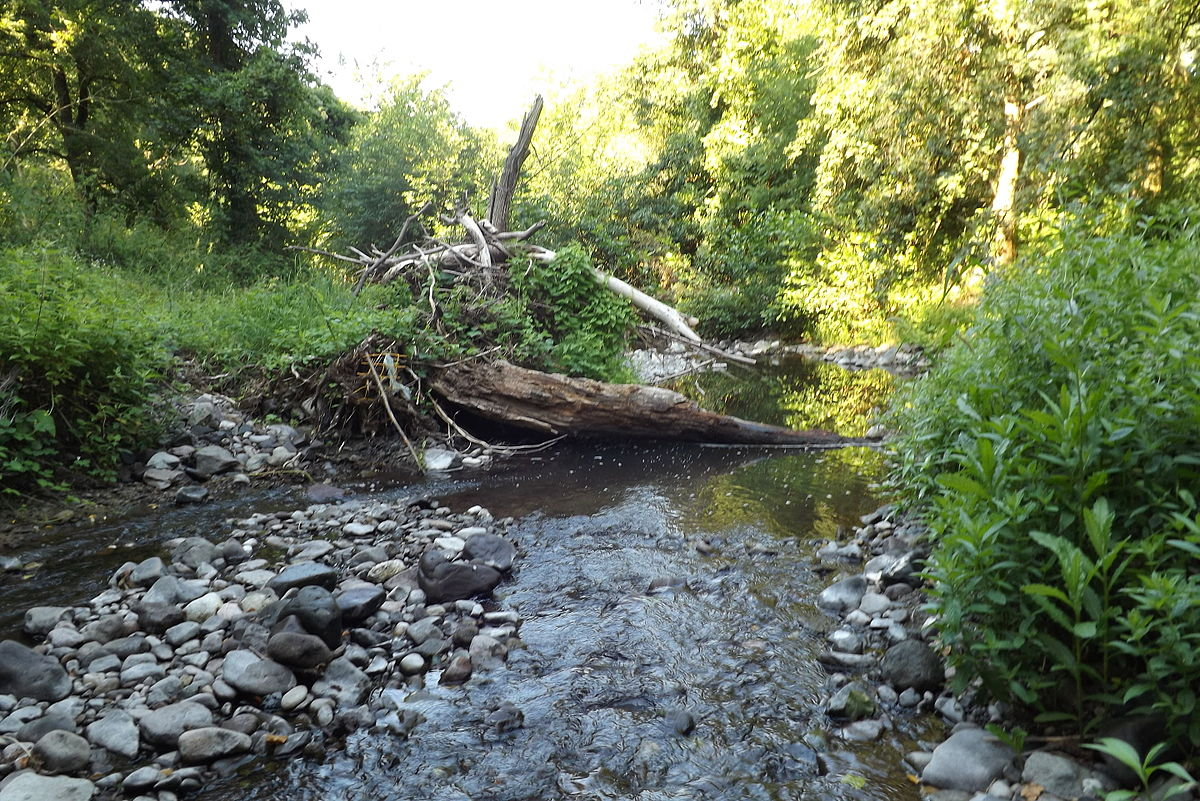
Börzsönyliget, Morgó-patak
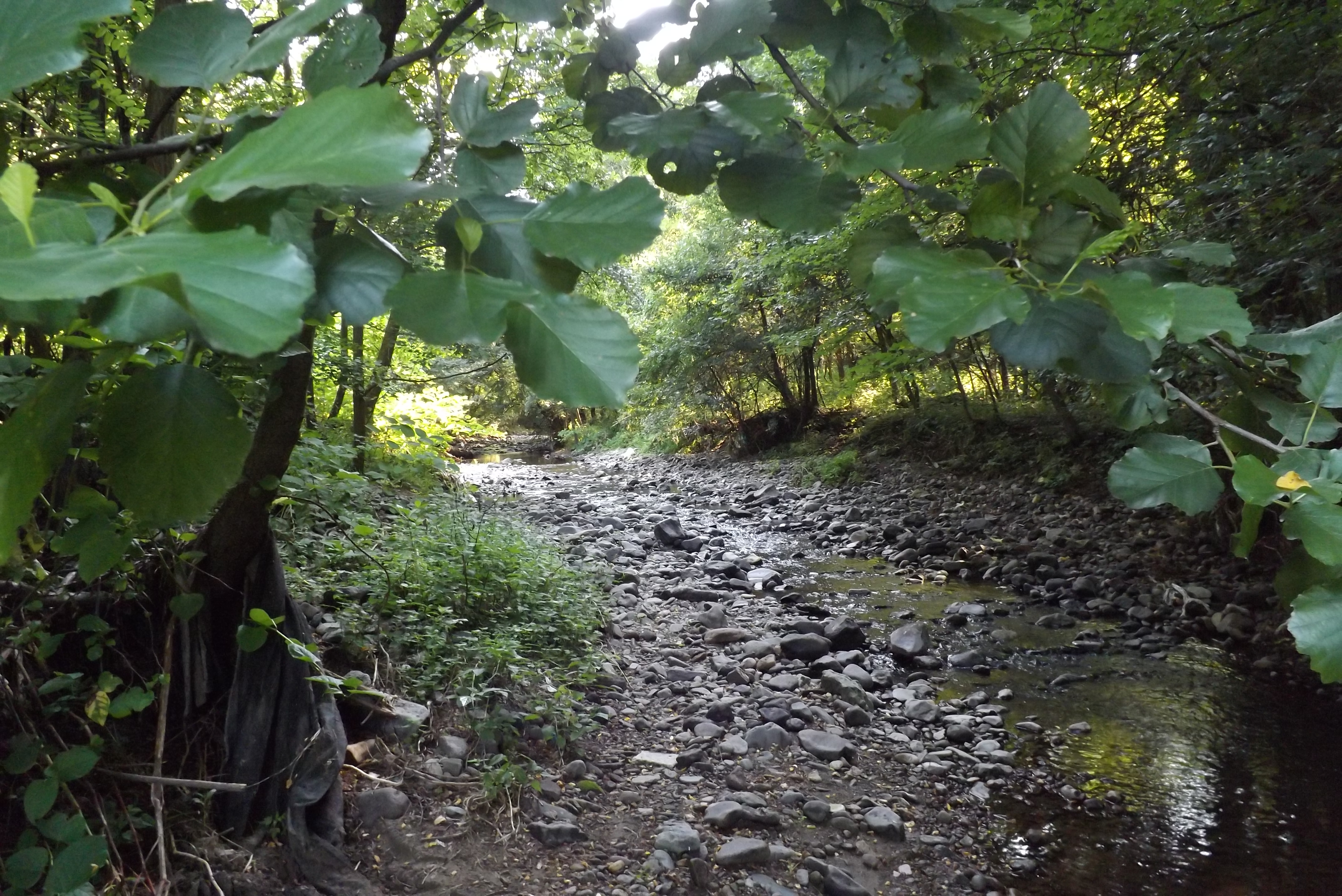
A Morgó-patak Börzsönyligetnél
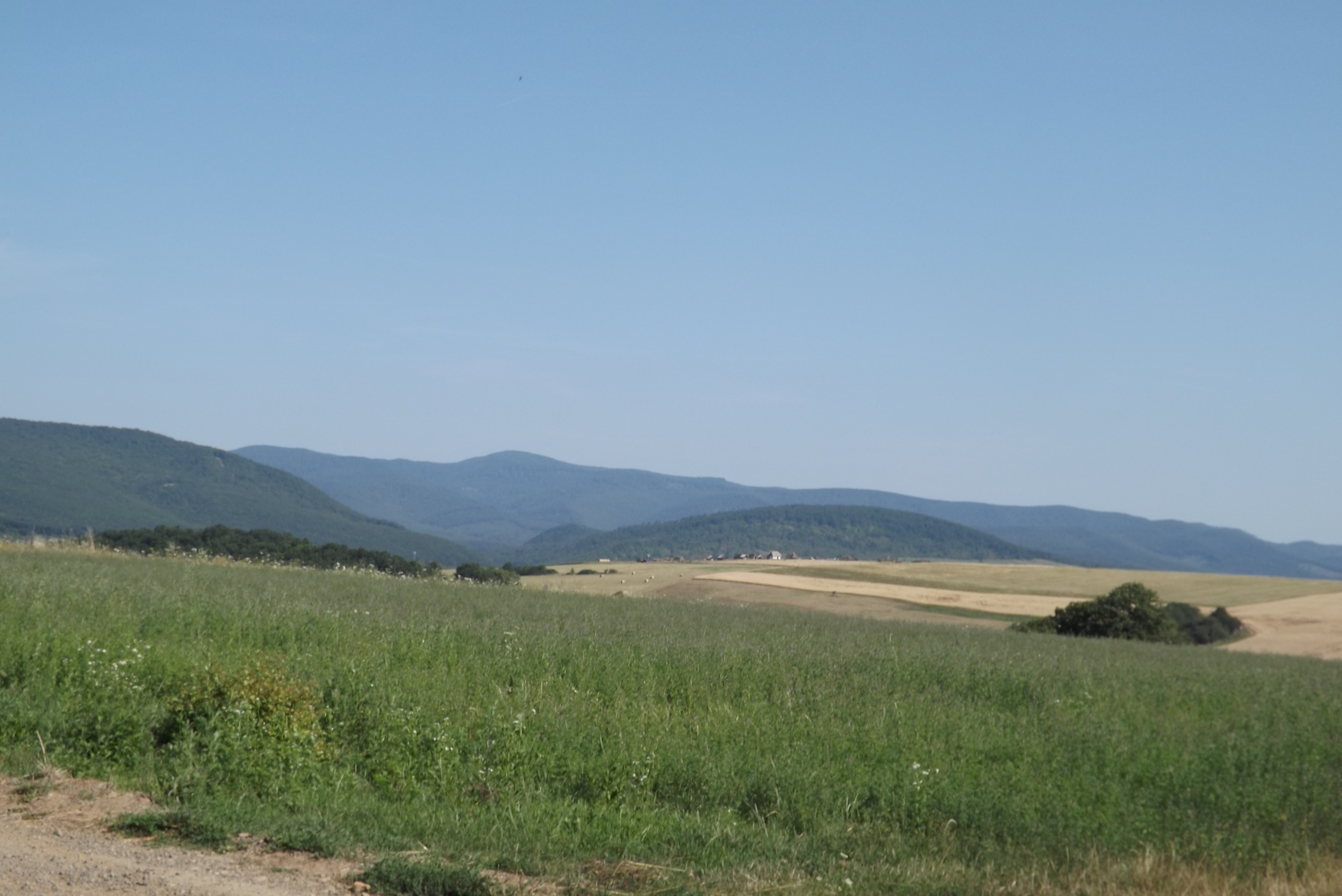
Börzsönyliget, látkép Szokolya felé, háttérben a Börzsöny csúcsával
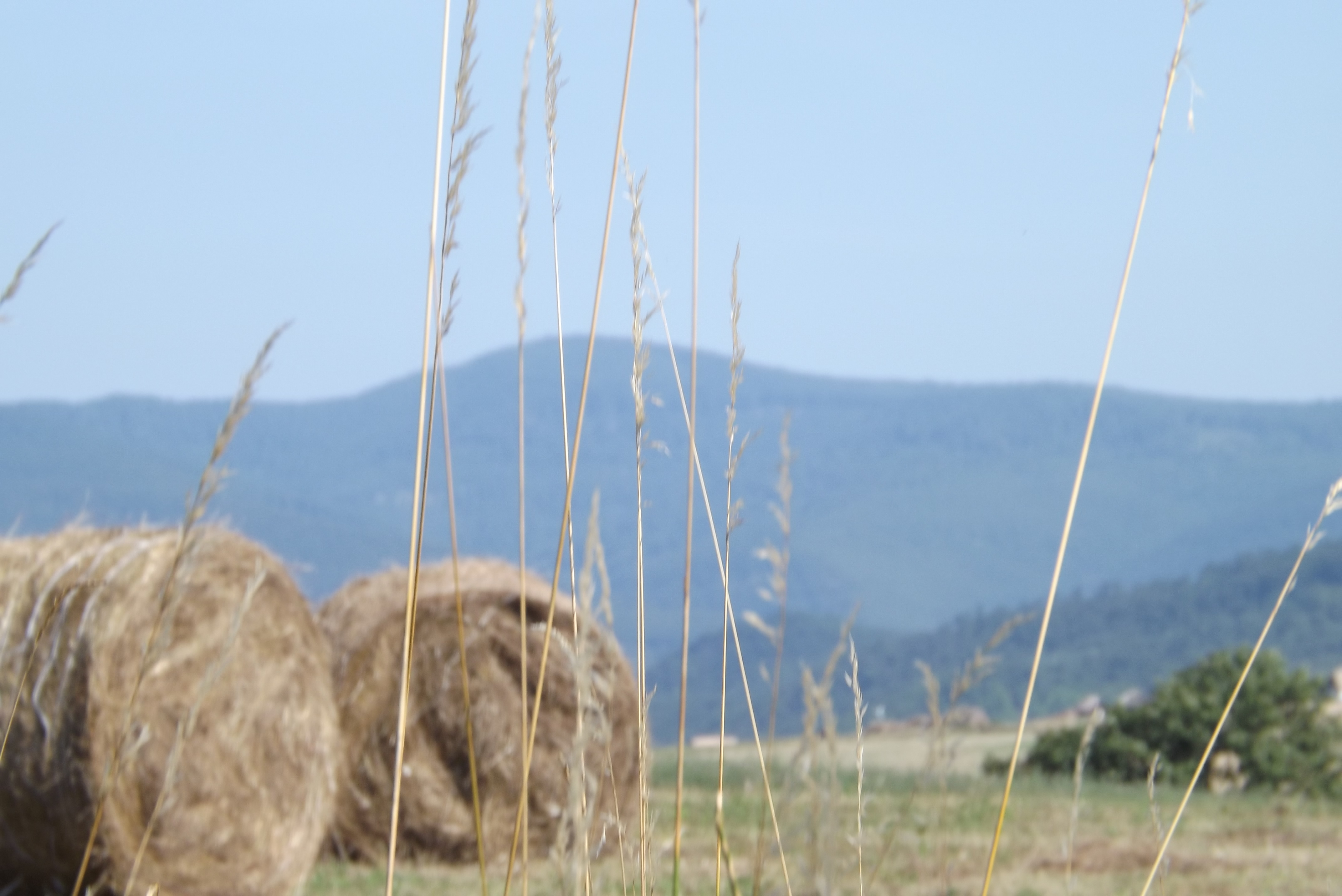
Börzsönyliget, háttérben a Börzsöny csúcsával
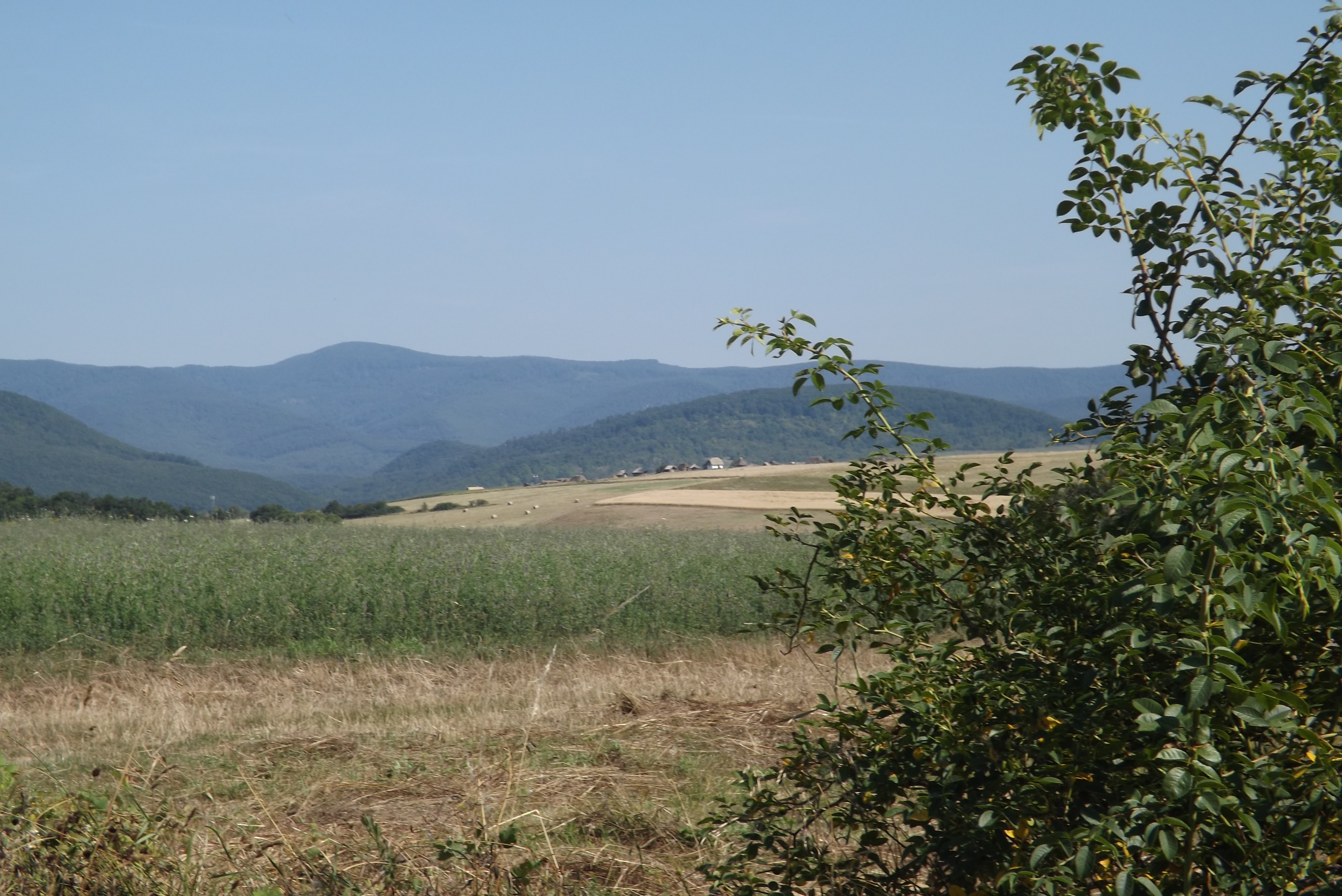
Börzsönyliget, Kukorica utcai látkép
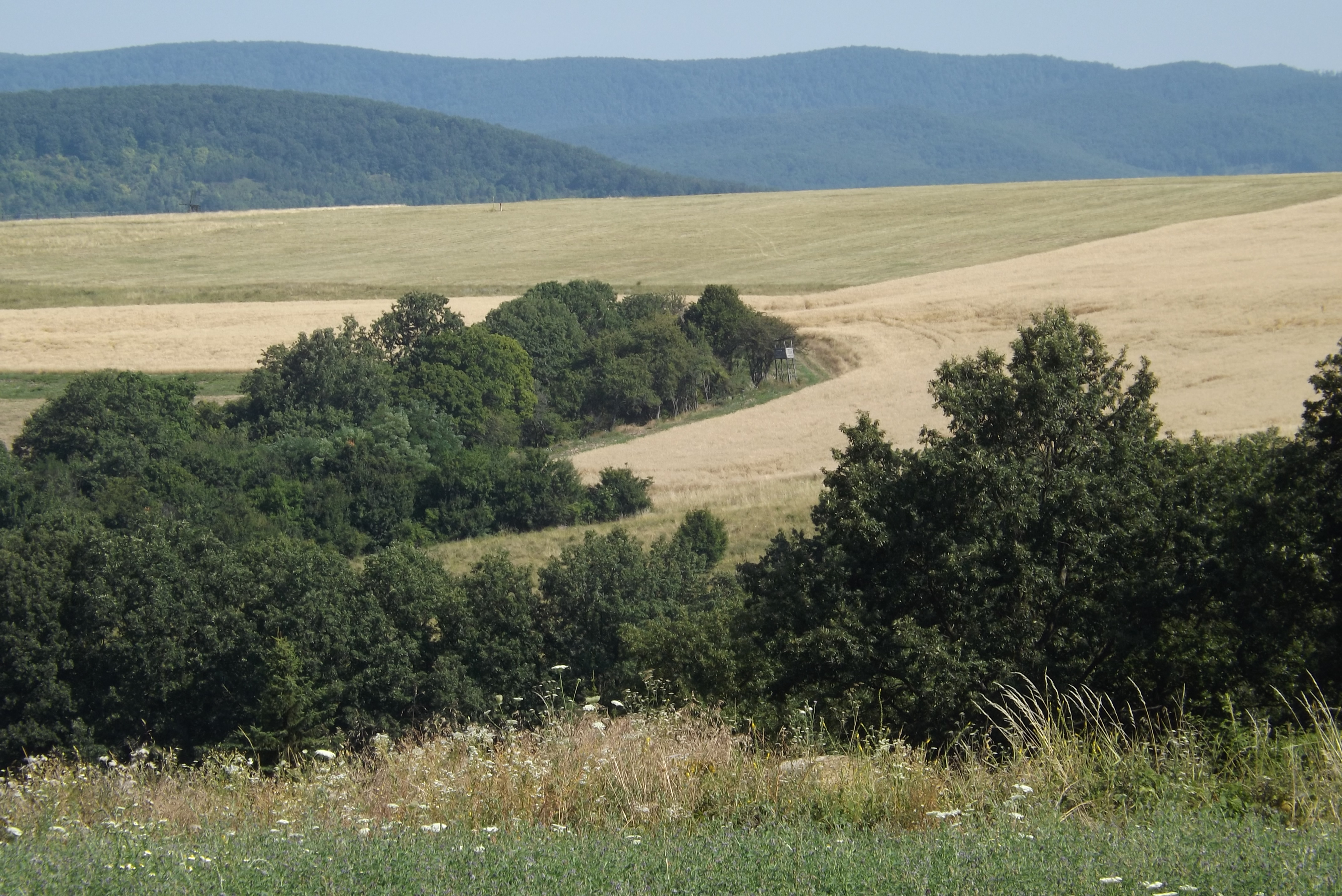